# Kragżle
Kragżle (lit. Kregžlė) – wieś na Litwie, w okręgu wileńskim, w rejonie wileńskim, w gminie Sużany.
Współcześnie w skład miejscowości wchodzi także dawna leśniczówka Władysławowo. Kragżle i Władysławowo stanowiły kompleks miejscowości o wspólnej nazwie: W II Rzeczypospolitej Kragżle, w ZSRR Kragžliai.

## Warunki naturalne
Kragżle położone są u południowego krańca jeziora Oświe oraz nad jeziorami Giełowsie i Balcieka; częściowo na terenie Oświeskiego Parku Regionalnego.

## Historia
Pod zaborami zaścianek, w II Rzeczypospolitej wieś. W XIX i w początkach XX w. położone były w Rosji, w guberni wileńskiej, w powiecie wileńskim. Po I wojnie światowej pod administracją polską, w Zarządzie Cywilnym Ziem Wschodnich. W latach 1920–1922 w składzie Litwy Środkowej.
Od 11 kwietnia 1922 leżały w Polsce, w województwie wileńskim, w powiecie wileńsko-trockim, w gminie Niemenczyn. W 1931 miejscowości liczyły:
- Kragżle – 65 mieszkańców, zamieszkałych w 14 budynkach,
- Władysławowo – 8 mieszkańców, zamieszkałych w 2 budynkach[2].

Po II wojnie światowej znalazła się w granicach Związku Sowieckiego, a po jego rozpadzie w granicach niepodległej Litwy.